# 長汀県
長汀県（ちょうてい-けん）は中華人民共和国福建省に位置する省直轄の県であり、しばらくの間、竜岩市の代理管轄下に置かれている。

## 歴史
736年（開元24年）に長汀県が設置される。

## 行政区画
下部に13鎮、5郷を管轄する
- 鎮
  - 汀州鎮、大同鎮、古城鎮、新橋鎮、館前鎮、童坊鎮、河田鎮、南山鎮、濯田鎮、四都鎮、塗坊鎮、策武鎮、三洲鎮
- 郷
  - 鉄長郷、庵傑郷、宣成郷、紅山郷、羊牯郷

## 交通

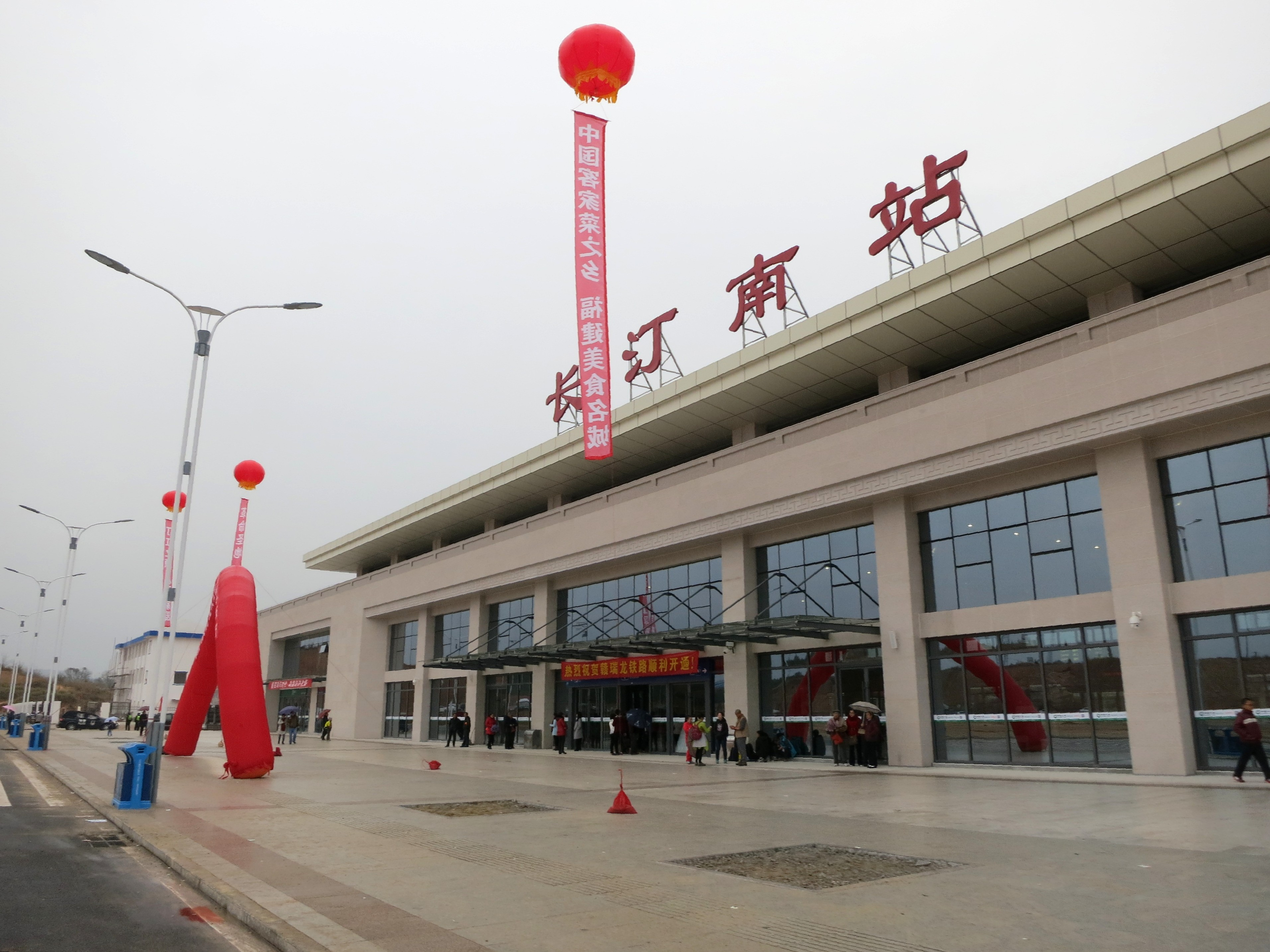
長汀南駅

### 鉄道
- 中国鉄路総公司
  - 贛瑞竜線
    - 長汀南駅

### 道路
- 高速道路
  - 厦蓉高速道路
- 国道
  - G319国道

## 産業
農業では、稲、豆類、薯類を多く産する。畜産では肉用ニワトリの「河田鶏」が有名である。

## 観光
汀州鎮は歴史文化都市として知られ、唐代に作られた城壁が残る。城内には三元閣、雲驤閣、文廟、天后宮などの古建築が残り名所となっている。汀州の臥竜山、東郊外にある南屏山は省級風景区に指定されている。長汀革命旧址は全国文物保護単位に指定されている。

## 文化
住民のほとんどが客家であり、閩西客家語が使用されている。汀州鎮の方言の場合、声母は20種、韻母は25種、声調は5種で、単音節で入声は消失しており、韻母もm韻尾が無くなるなど、単純化している。
客家の伝統である山歌、鼓吹（太鼓とソナ）、花灯（ランタン）などが受け継がれている。宋代・明代の客家の古民家も多く残る。
長汀県は、閩西客家料理の名物料理が多いところとして知られ、「中国客家菜之郷」とも称される。また、調理師を多く輩出しており、福建省内はもとより、江西省・広東省などの客家料理が盛んな地域や大都市で活躍している。主な名物料理に、「白斬河田鶏」（河田鶏の蒸し物）、「燒大塊」（豚の三枚肉と肘肉の煮物）、「麒麟脱胎」（子豚、子犬、鶏、鳩、雀を順に入れ子にした蒸し物）、「一品金絲」（汀州押し豆腐、椎茸、筍の細切りのスープ蒸し）、「汀州酒醸」（甘酒）などがある。